# Cheval des montagnes du Pays basque
Euskal Herriko Mendiko Zaldia
Vous lisez un « article de qualité » labellisé en 2015.
Ne doit pas être confondu avec Pottok.
Le cheval des montagnes du Pays basque (en espagnol Caballo de Monte de País Vasco, en basque Euskal Herriko Mendiko Zaldia) est une race de chevaux lourds de montagne rustique, originaire de la communauté autonome du pays basque espagnol. Issue d'un groupe de poneys propres au nord de la péninsule Ibérique, la race a évolué au cours du XXe siècle. Les croisements avec des chevaux de trait, notamment Bretons, visaient à l'adapter à la traction agricole jusqu'aux années 1960. Le cheval des montagnes du Pays basque est désormais une race à vocation bouchère, élevée pour produire de la viande de poulain. 
Élevé depuis des siècles en système extensif, il est progressivement reconnu comme un symbole culturel de sa région d'origine après les années 1980. Sa reconnaissance officielle en tant que race remonte à 1999, avec la création du studbook. Le cheval des montagnes du Pays basque forme une race locale rare, mais en expansion grâce au versement de primes d'élevage. L'effectif recensé est de 4 479 chevaux fin 2014. Ce cheval est mis à l'honneur chaque année pendant la Journée du cheval de montagne d'Alava, fêtée à Arluzea.

## Dénomination
Le nom officiel de la race en castillan, donné par la communauté autonome du Pays basque à l'occasion de la reconnaissance officielle de la race en 1999, est Caballo de Monte de País Vasco, soit « cheval des montagnes du Pays basque » en français,. Le nom local en langue basque est Euskal Herriko Mendiko Zaldia, de même signification. Les chevaux des montagnes du Pays basque étant particulièrement nombreux dans les montagnes d'Alava, ils portent parfois le nom de Arabako mendiko zaldia (soit « cheval des montagnes d'Alava »).

## Histoire

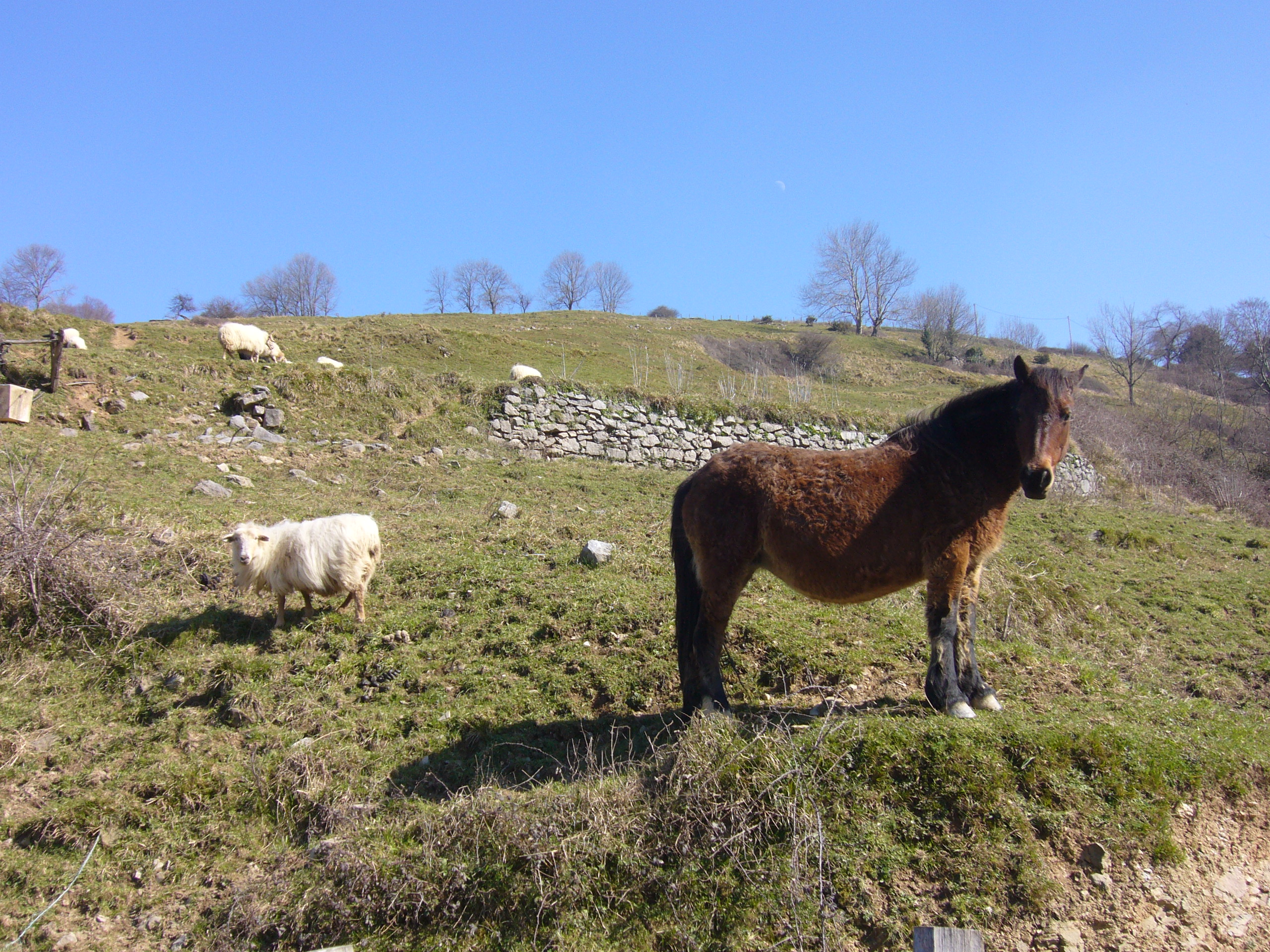
Cheval des montagnes perdant son poil d'hiver.

L'origine exacte de la race n'est pas connue, mais des chevaux sont présents depuis la préhistoire, à la fois dans l'art pariétal et mobilier, attestant d'une relation humain-cheval extrêmement ancienne dans le Pays basque. Des ossements datés du paléolithique inférieur ont été retrouvés. Les ancêtres du cheval des montagnes sont certainement typiques des petits chevaux d'Europe occidentale adaptés à leur biotope, avec une pression de sélection naturelle très forte. La population équine originelle d'Alava partage vraisemblablement une origine commune avec celle des Asturies et de la Navarre : de petits animaux de montagne hauts d'1,20 m à 1,30 m, pesant 200 kg à 250 kg, de robe noire ou alezane, avec une grosse tête, de petites oreilles, des crins abondants et un profil rectiligne ou légèrement
concave, le dos droit, les membres fins aux fanons fournis.
L'élevage se perpétue par le recours au pastoralisme sur des zones de pâturage communes, les chevaux faisant partie des productions agricoles basées sur l'économie de subsistance. Dès le XVIIIe siècle, la race commence à décliner avec la vente des terrains communaux, les progrès de l'agriculture et la déforestation. Les provinces de Bizkaia et Guipuscoa sont les plus touchées, la population de chevaux diminuant d'environ deux tiers. L'Alava est relativement épargnée. Les progrès agricoles entraînent une demande en chevaux plus adaptés au travail. Dans ce but, jusque dans les années 1860, le gouvernement d'Alava met à disposition des éleveurs locaux un petit groupe d'étalons reproducteurs andalous importés de Tolède, d'Aranjuez et de l'Andalousie, et les répartit dans six ou sept stations de monte. L'influence de ces étalons est relativement mineure et se révèle très critiquée à l'époque, notamment car les propositions de croisement ne tiennent pas compte des particularités des chevaux de montagne d'Alava. L'utilisation d'étalons de Alto Aragon Ampurdán (haut-Aragon) est préconisée. Ces animaux sont assez petits, mais très sobres.

### AuXXesiècle

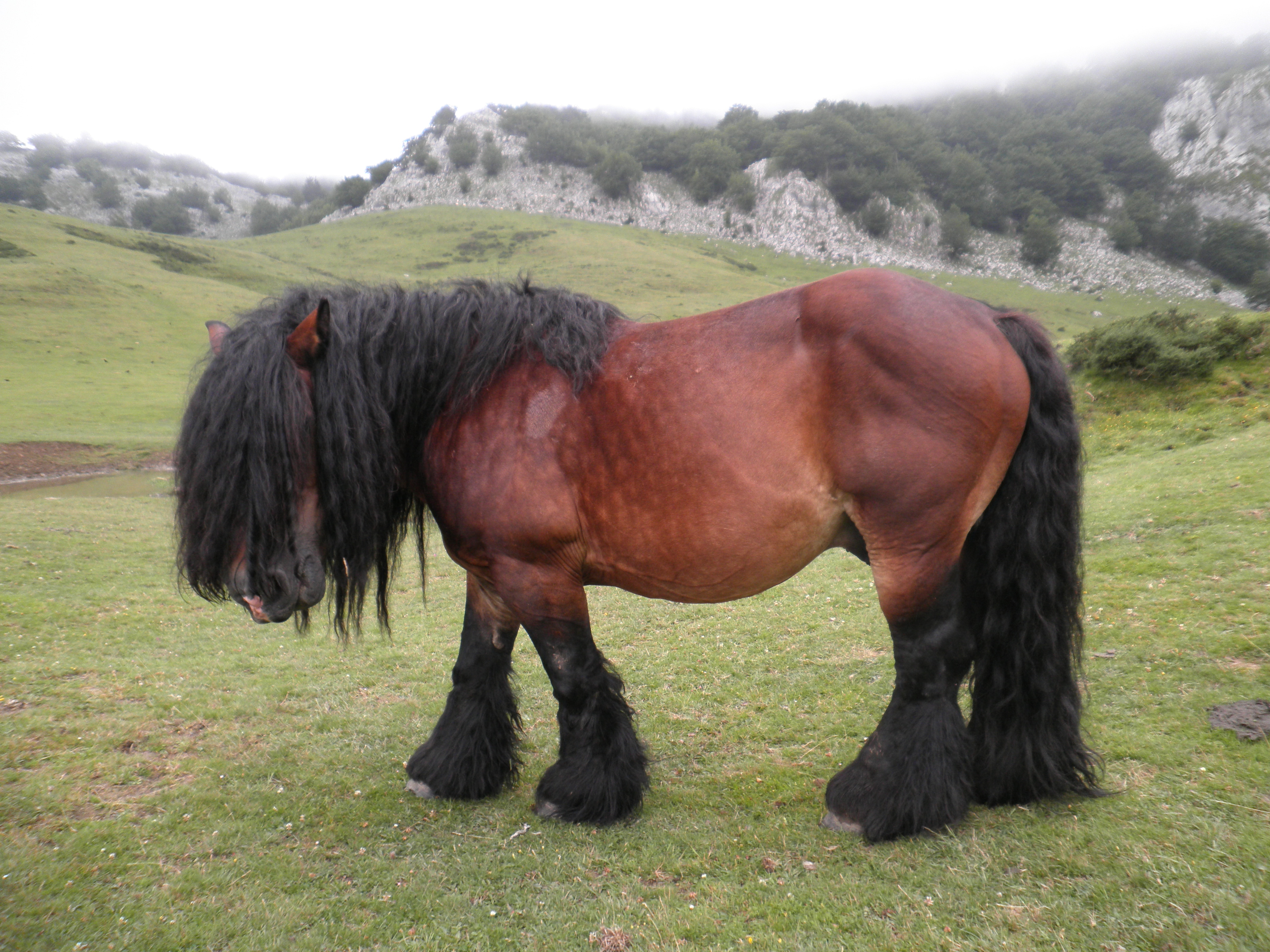
Cheval de trait en semi-liberté dans le Pays basque, probablement une race employée en croisement sur le cheptel local (Ardennais, trait belge...), ou alors un Burguete.

À la charnière des XIXe et XXe siècles, la demande s'accroît pour des chevaux plus aptes à la traction agricole. Des étalons de trait sont introduits dans ce but, et croisés avec la souche locale. Des étalons Bretons et surtout, de la Navarre et de l'Aragon (eux-mêmes influencés par les races bretonne et percheronne) se mêlent progressivement aux chevaux des montagnes du Pays basque, sans que les croisements ne soient réellement importants avant les années 1940 et 1950. La gestion de l'alimentation de ces chevaux évolue en qualité. Avec les années 1950, l'arrivée de l'économie capitaliste modifie le mode de vie des Basques et provoque une crise dans l'élevage équin. La motorisation agricole fait péricliter le cheval des montagnes, au point que la race est menacée d'extinction dans les années 1980. Cette époque coïncide avec un processus de revitalisation du tissu économique, social et culturel du Pays basque. L'économie capitaliste montre ses limites dans la région, un discours post-moderne se développe. 
De 1984 à 1999, ce processus aboutit à une « re-traditionalisation » du cheval des montagnes. Un groupe d'éleveurs qui maintient le pastoralisme dans les montagnes d'Alava, et garde des chevaux comme patrimoine, sollicite l'aide du conseil provincial en 1984 pour obtenir un soutien,. Ils font le choix d'une relance de la race à travers la production de viande. Conscients de la difficulté à introduire un tel produit sur le marché conventionnel, ils obtiennent un soutien de l'association gastronomique internationale Slow Food, qui les aide à élaborer une stratégie de production locale et de commercialisation directe en circuit court. D'après la thèse d'Ixone Fernández de Labastida Medina (2011), la sauvegarde de cette race aurait été impossible sans le contexte économique bien particulier créé par le sentiment post-moderne.
Le Diputación Foral de Álava (Conseil Provincial d'Alava) encourage l'emploi d'étalons massifs en croisement à partir de 1985. L'année suivante, l′Asociación de Ganaderos de Equino (Asgaequino, Association des éleveurs équins) est créée pour promouvoir cet élevage de chevaux lourds. Trois étalons Comtois sont importés de Grande-Bretagne pour le croisement. De nouveaux croisements interviennent entre 1984 et 1990 pour adapter la race au marché hippophagique, avec des importations d'étalons depuis les régions voisines du nord de Burgos et de la Navarre, et surtout des chevaux Ardennais, Bretons, Comtois et Belges,. Jusqu'à nos jours, les races qui influencent le plus les chevaux d'Alava sont les mêmes que celles qui influencent la race voisine dite Burguete : les étalons Hispano-Bretóns, Postiers Bretons, Jaca Navarra et Belges. Les éleveurs se rendent en Bretagne, en Normandie et en Belgique pour acquérir ces étalons de trait à utiliser en croisement. Ces chevaux de trait européens « à viande » sont stratégiquement placés dans deux régions de montagne : Izki (localités d'Arluzea et de Markinez) et Bitigarra. Ainsi, entre 1984 et 1990, la population de chevaux connaît une très nette expansion, passant de 1 116 à 2 066 individus.
En 1993, plusieurs habitants du village d'Arluzea créent une fête communautaire autour des chevaux. Cependant, entre 1990 et 1997, le nombre d'exploitations agricoles diminue et celui des chevaux connaît lui aussi une légère baisse. En 1997, une étude des caractéristiques morphologiques rend possible l'établissement d'un profil commun des caractéristiques et des qualités de la race, à partir des chevaux répertoriés par l'Asgaequino,. Le standard de la race est officiellement approuvé le 21 juillet 1999 avec la création du stud-book, et publié au Boletín Oficial del País Vasco, le bulletin officiel du Pays basque, le 16 août 1999. Le 3 mars 2000, le Catálogo Oficial de Razas de Ganado de España reconnaît le cheval des montagnes du Pays basque comme race autochtone en danger d'extinction.

### AuXXIesiècle

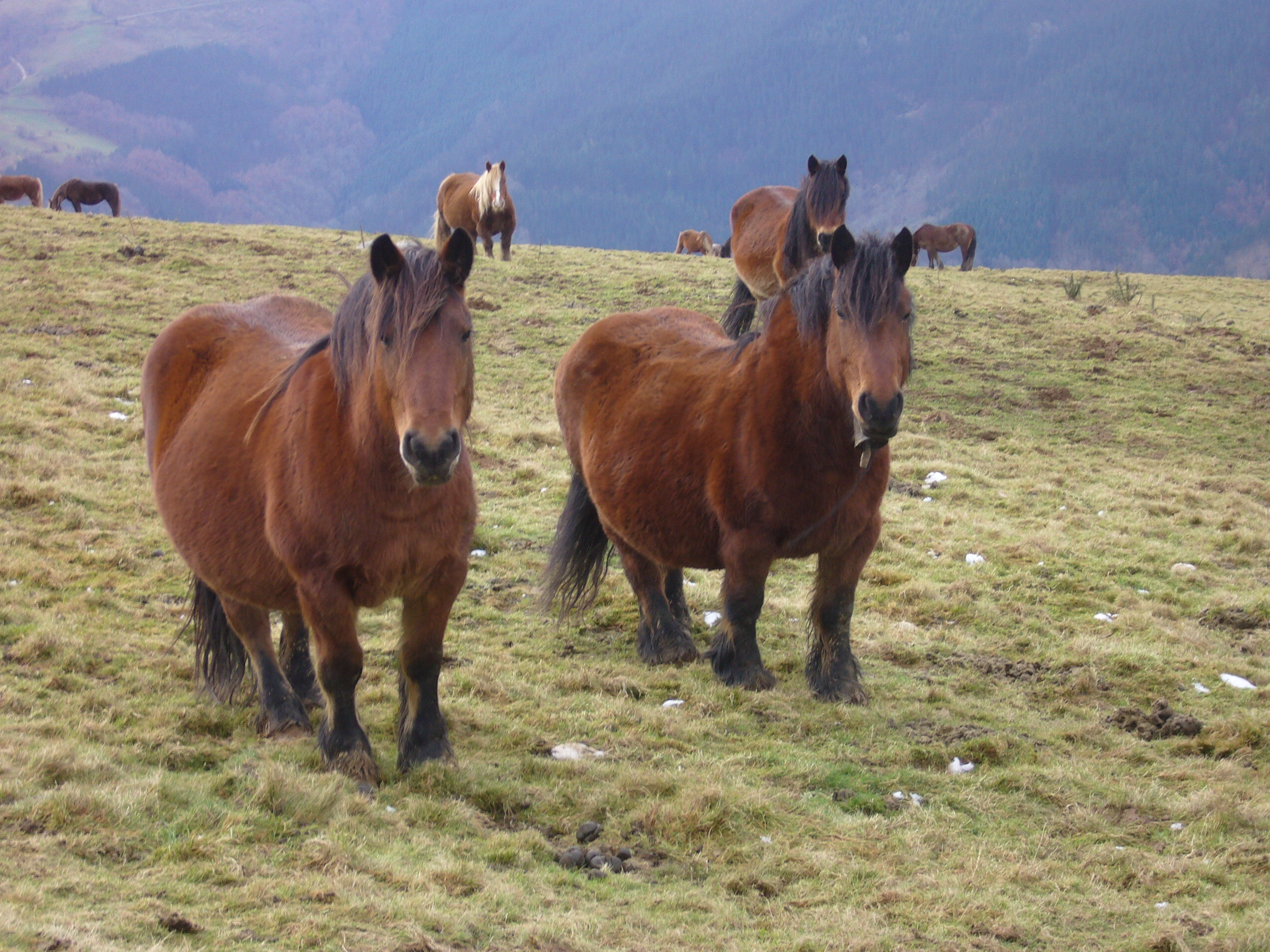
Groupe de chevaux des montagnes bais, dont la morphologie est adaptée à la production de viande.

Le cheval des montagnes du Pays basque représente désormais un symbole vivant de la culture locale, en particulier des montagnes d'Alava. Le marché hippophagique a permis de relancer la race, mais aussi de créer une activité économique participant au dynamisme du territoire montagnard. Après une très nette expansion à la fin du siècle précédent, les effectifs de chevaux des montagnes s’accroissent plus lentement au début du XXIe siècle, l'effectif total recensé dans les montagnes d'Alava étant passé de 1 914 chevaux en l'an 2000 à 2 116 en 2006. Le mode d'élevage a légèrement évolué : dans les années 1980, les éleveurs ne possédaient généralement pas d'étalon et recouraient aux animaux mis à disposition par les organismes publics basques dans des stations de monte. L'élevage ayant été libéralisé, la majorité des éleveurs possède désormais un étalon destiné à être relâché dans les montagnes au printemps pour saillir le troupeau de juments. 
En 2003, un centre d'essais et de tests est créé à Markinez sur une suggestion de l'Asgaequino, et avec le soutien financier du Ministère de l'Agriculture du Conseil Provincial d'Àlava. Il est destiné au contrôle des animaux de la race, suivant les lignes directrices publiées en 1999. La création de ce centre a diminué la dépendance du Pays basque aux importations d'étalons d'autres races, et offre aux éleveurs une possibilité de mesurer la croissance des poulains. En 2006, un label de viande local, Zalmendi, est créé pour la viande de poulain, en s'appuyant sur la stratégie de la promotion du produit local. Le cheval des montagnes représente désormais un symbole vivant de la culture basque, en particulier des montagnes d'Alava. Le gouvernement local participe à la promotion de la viande de poulain.
En 2012, une aide de 1 666 000 € a été débloquée par le département d'agriculture du Pays basque, dont 225 000 € en faveur du maintien des races animales de rente autochtones, une mesure dont le cheval des montagnes a bénéficié,.

## Description

### Morphologie
La population de chevaux des montagnes du Pays basque présente une certaine variabilité morphologique, bien que cette dernière soit, dans l'ensemble, parfaitement adaptée à son biotope. Les premières mesures zoométriques sont effectuées sur 1 030 juments, 105 poulains et 10 étalons en 1999. Elles sont très révélatrice de l'orientation bouchère de la race. Les croisements ont augmenté la taille et le poids. Ils se présentent dans l'ensemble comme des chevaux eumétriques et brévilignes. Le poids moyen à l'âge adulte est d'environ 500 kg, pour une taille moyenne de 1,40 m, la fourchette allant de 1,35 m à 1,45 m,. Les mâles ont une fourchette de taille plus importante, allant jusqu'à 1,50 m. Dans tous les cas, la tête est longue d'environ 70 cm et large de 23,5 cm, le tour de canon étant de 20 cm. Les juments présentent un périmètre thoracique allant de 1,65 m à 1,79 m, celui des mâles allant de 1,75 m à 1,79 m. Il y a des différences notables en fonction de la région d'élevage. Les chevaux d'Izki et de Bitigarra ont une tête et une encolure plus musclées mais plus petites, et présentent moins de fanons.

#### Tête

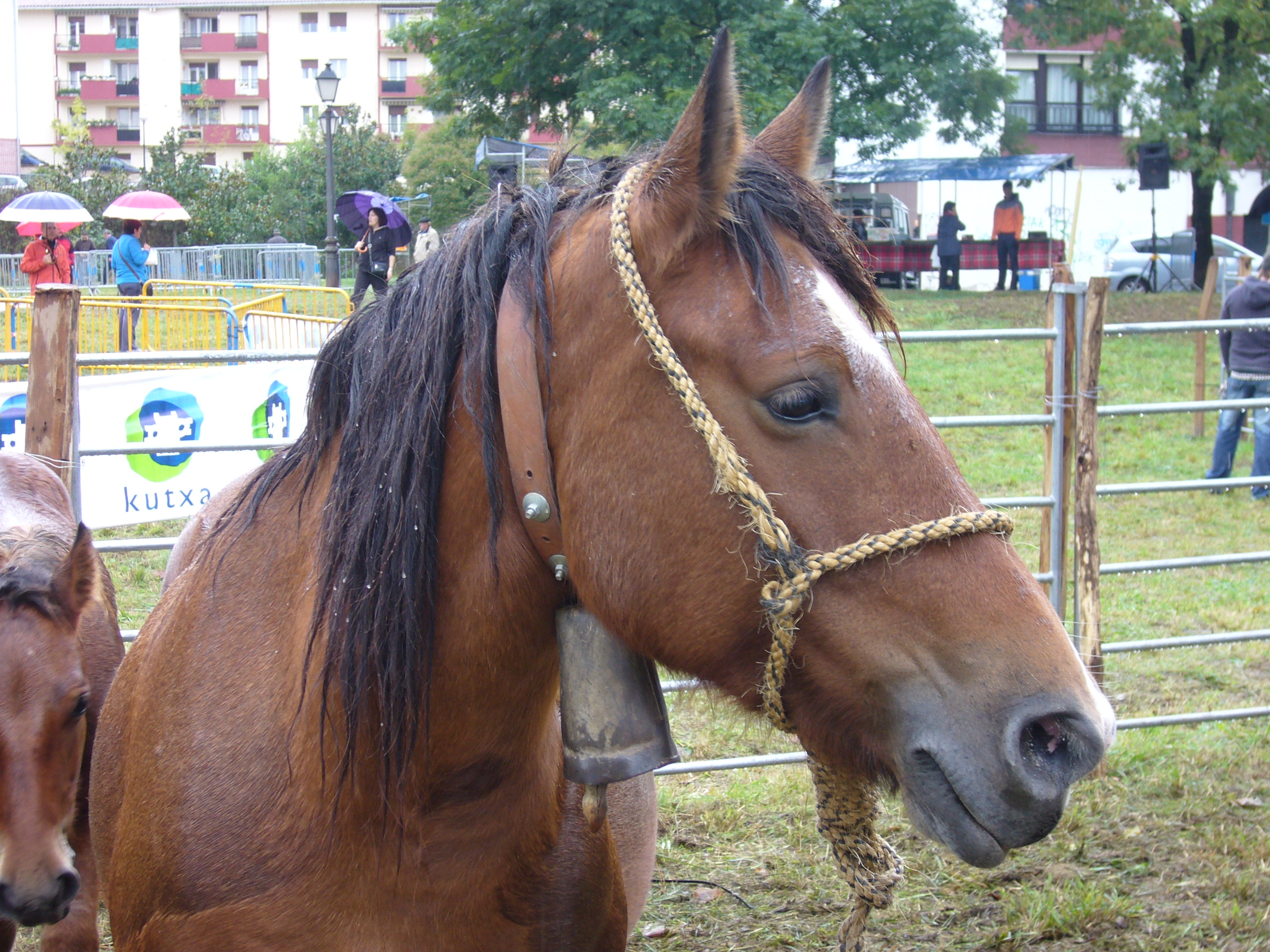
Détail de la tête.

La tête est de taille moyenne, bien proportionnée, avec un front large. Elle présente un profil rectiligne ou légèrement concave, avec de petites oreilles dressées, et très mobiles. Le masséter est bien musclé et recouvert de poils, donnant des maxillaires souvent très poilus en hiver. Les naseaux sont larges, les lèvres épaisses et de couleur foncée. Le toupet est abondant, il tend à tomber sur les yeux, tout particulièrement chez les mâles. Les yeux sont vifs et expressifs. Les longs poils présents sur les maxillaires et les lèvres épaisses permettent aux chevaux de manger des branches et des buissons épineux sans se blesser.

#### Corps et membres
L'encolure est de longueur moyenne, d'une forme pyramidale, très musclée, robuste et harmonieusement attachée. Une abondante crinière la recouvre depuis la nuque jusqu'au garrot, celle-ci peut être très longue. Le garrot n'est pas très marqué. Le dos est droit, large et musclé, la poitrine de largeur moyenne, les côtes sont bien cintrées et le ventre est souvent volumineux. Le rein, large également, est musclé. La croupe est arrondie et bien musclée, sans exagération. Les membres sont bien proportionnés par rapport au corps, robustes et musclés, mais ils sont assez courts, donnant des animaux « près de terre », avec d'excellents aplombs. Ce centre de gravité bas permet aux chevaux des montagnes de se déplacer plus facilement dans leur biotope, même sur la neige. Des fanons sont présents, mais pas trop abondants. Les sabots sont solides. La queue est abondante, très touffue et attachée bas. Chez les mâles, les testicules sont bien développés et bien descendus, de couleur sombre.

### Robes
Les robes dominantes sont le bai et l'alezan, souvent avec du pangaré,. On trouve aussi des sujets noirs, gris, aubères et rouans, les croisements ayant introduit une plus grande variabilité dans les robes, ainsi qu'une plus grande fréquence des marques blanches sur la tête et les membres,. Ces marques sont désormais courantes. Les robes pie ou tachetées sont interdites.

### Mode de vie

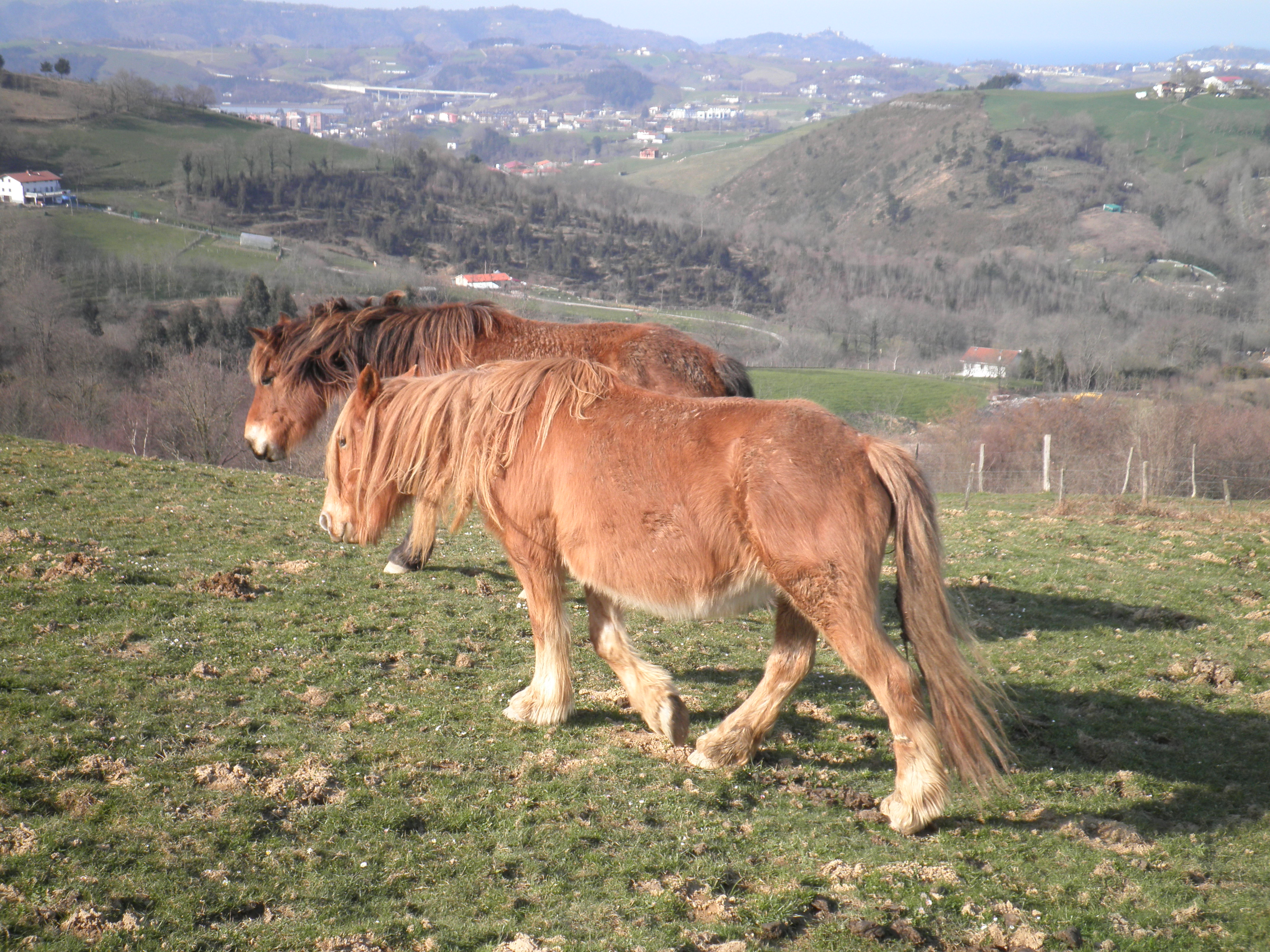
Chevaux des montagnes du Pays basque sur le mont Buruntza.

Élevé sur des hauteurs d'environ 1 000 m, le cheval des montagnes du Pays basque forme une race particulièrement rustique, capable de vivre 8 à 9 mois dans les environnements montagneux sous la menace des prédations par le loup. L'instinct grégaire est très présent, ces chevaux étant rarement vus seuls (sauf pour pouliner). Les juments poulinières mettent bas tous les ans ou une année sur deux (en raison des conditions environnementales difficiles), sans assistance humaine, bien que leurs éleveurs puissent passer des journées entières à proximité du troupeau pour s'assurer que le poulinage se déroule sans encombre,. Elles poulinent généralement de l'âge de 3 ans jusqu'à 20 ans. La plupart des juments d'Alava affrontent des hivers rigoureux et des étés chauds et secs, influencés par le climat méditerranéen. Les groupes se composent le plus souvent seulement de juments et de leurs poulains, les étalons n'étant relâchés dans la montagne qu'en période de reproduction. Durant ce laps de temps des combats d'étalons peuvent éclater si deux mâles convoitent le même groupe de juments, occasionnant des blessures. 
Ces animaux ne reçoivent généralement pas de complément alimentaire, bien que certains élevages fournissent de la paille et du foin les mois d'hiver, et que les éleveurs puissent leur mettre des pierres à lécher à disposition dans la montagne, pour éviter une carence en minéraux. Ils pâturent habituellement toute l'année sur les ressources offertes par leur environnement,. Ils ont tendance à brouter librement une bonne partie de la journée et de la nuit, et à se réfugier sous le couvert d'arbres en milieu de journée, quand le soleil tape le plus fort, pour brouter les bourgeons et les branches basses. Les chevaux partagent cet espace avec d'autres animaux de rente, bovins et ovins de boucherie, dont l'élevage est beaucoup plus fréquent dans le Pays basque que celui des chevaux. Une transhumance peut être organisée pour les monter au mois de mars, et les faire redescendre dans les vallées et les plaines l'hiver (en novembre ou décembre),,. Tous les éleveurs ne la pratiquent pas. Le plus grand danger pour des chevaux qui vivent dans la montagne toute l'année réside dans les chutes de neige suivies de formation de glace, qui les prive d'accès aux sources de nourriture et fait risquer des chutes.

### Sélection
La sélection s'oriente sur la croissance des poulains et les qualités maternelles des juments, et ce pour favoriser l'adaptation de la race au marché de la viande chevaline. Les recommandations du stud-book sont d'éviter un métissage exagéré, dans le but de conserver la rusticité nécessaire à l'élevage extensif traditionnel. Le programme d'amélioration vise à sélectionner les meilleurs animaux au sein de la race, en fonction de leur production et de leur morphologie, afin que les éleveurs disposent d'animaux combinant des qualités de rusticité aux bons rendements bouchers,. Les chevaux sont évalués à l'âge de 3 ans, sur la base des critères caractérisant la race. C'est également à 3 ans que les étalons peuvent être autorisés à se reproduire, et donc à être relâchés dans la montagne avec les juments pendant quelques mois.
La fertilité fait l'objet d'un examen régulier, le taux étant situé entre 50 et 76 % en fonction des années. Les vieilles juments (20 ans) sont moins fertiles.
Le siège de l'association de la race se trouve à Vitoria-Gasteiz, capitale de la province d'Alava et de la Communauté autonome du Pays basque en Espagne.

## Utilisations
C'est une race à vocation essentiellement bouchère. Les poulains sont généralement abattus entre 12 et 18 mois, au poids moyen de 165-185 kg. La viande des poulains (carne de potro del País Vasco) se consomme rosée. D'autres éleveurs vendent les poulains au sevrage à six mois pour qu'ils soient engraissés. L'élevage extensif en semi-liberté permet de réduire les coûts de production, et de valoriser la viande en insistant sur la qualité du produit final. Ce type d'élevage correspond à un modèle de société « post-traditionnelle », la stratégie économique jouant sur le sentiment identitaire, pour une consommation locale.
Par le passé, ces chevaux étaient aussi employés en croisement pour produire des mulets. L'utilisation du cheval des montagnes du Pays basque est désormais rare pour la traction, mais il est parfois employé pour pratiquer la pêche récréative. Les juments servent aussi de race maternelle allaitante en croisement avec d'autres chevaux plus lourds. Leur morphologie, très adaptée à la viande mais éloignée de celle des chevaux d'utilisation, est un frein sérieux pour les débouchés sur le marché du loisir et du sport.

## Diffusion de l'élevage

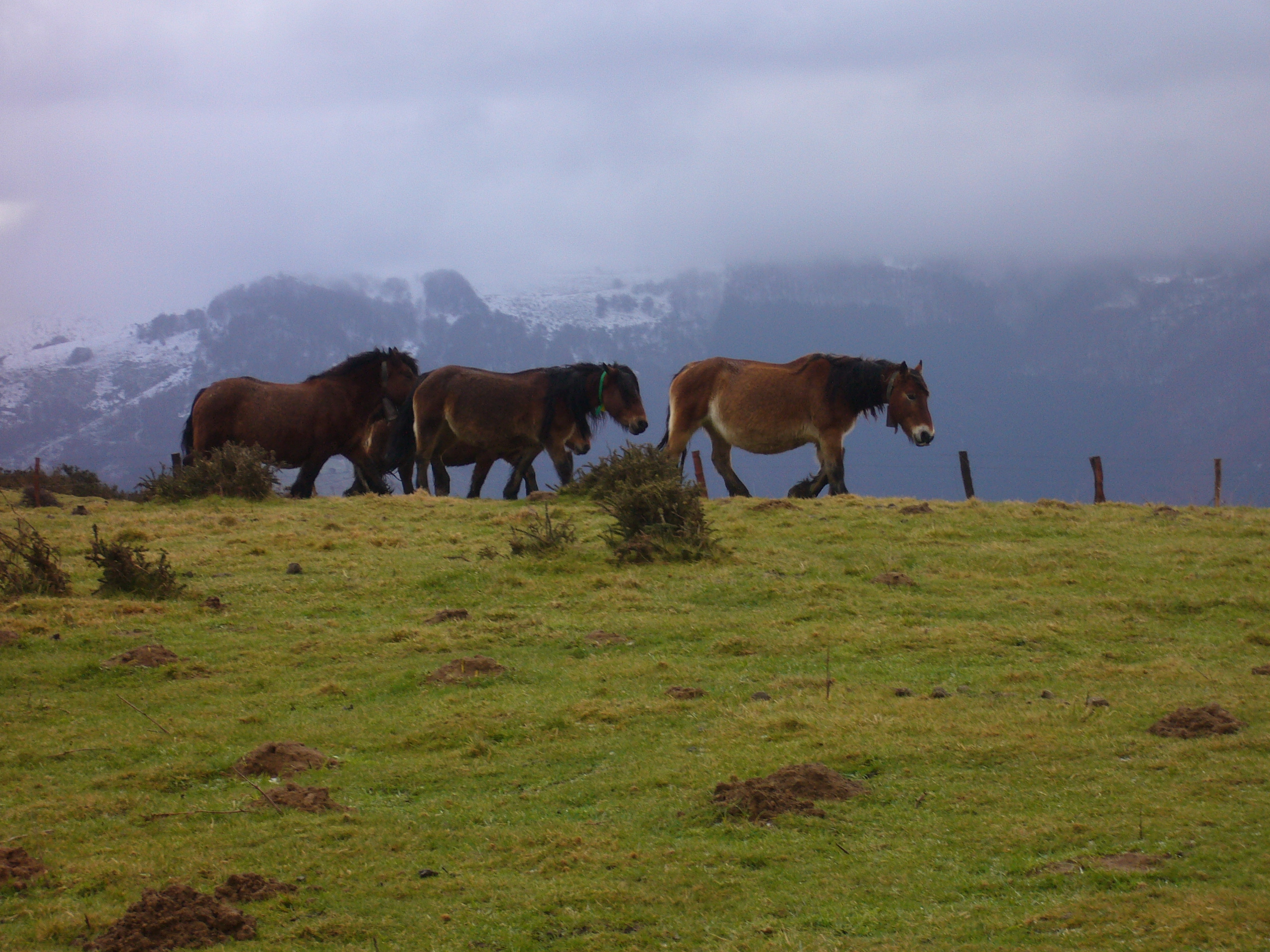
Groupe de chevaux des montagnes.

Fin 2003, environ 2 300 individus étaient recensés, pour 4 479 dans tout le Pays basque fin 2014. La population est considérée comme étant en expansion. Le cheval des montagnes du Pays basque est listé sur le Catálogo Oficial de Razas de Ganado de España, la liste officielle des races animales espagnoles, parmi les races locales en danger d'extinction. Environ la moitié des chevaux recensés dans la province d'Alava appartiennent à une centaine d'exploitations agricoles membres de l'Asgaequino. La présence de ces chevaux est fonction des pâturages communs disponibles, l'élevage est donc entièrement dépendant de la gestion des forêts et des pâturages montagnards. Ces chevaux sont notamment très présents autour de San Vicente, Kontrasta, Róitegui, Alda, Onraita, dans les vallées d'Arana et de Salvatierra (Llanada Alavesa) en particulier à Iturrieta, à Asparrena, San Millán et dans tout le massif d'Izki. En raison des particularités de son mode d'élevage, le cheval des montagnes peut difficilement être élevé dans la partie Atlantique du Pays basque.
Les chevaux sont rassemblés une à deux fois par an pour être marqués ou vendus, une vente aux enchères est notamment organisée chaque année à Markinez. Les zones de montagne constituent naturellement le biotope privilégié (et le plus adapté) pour leur élevage. Des concours d'élevage sont régulièrement organisés, durant lesquels les éleveurs mettent en avant le côté « naturel » de leurs chevaux. Plus qu'un prix, ils recherchent une certaine reconnaissance des spectateurs vis-à-vis de leur travail de sélection, car présenter des chevaux sur un tel concours présente plusieurs défis, dont celui de transporter des animaux semi-sauvages ayant eu très peu de contacts avec les êtres humains.

## Impact culturel et controverses sur la production

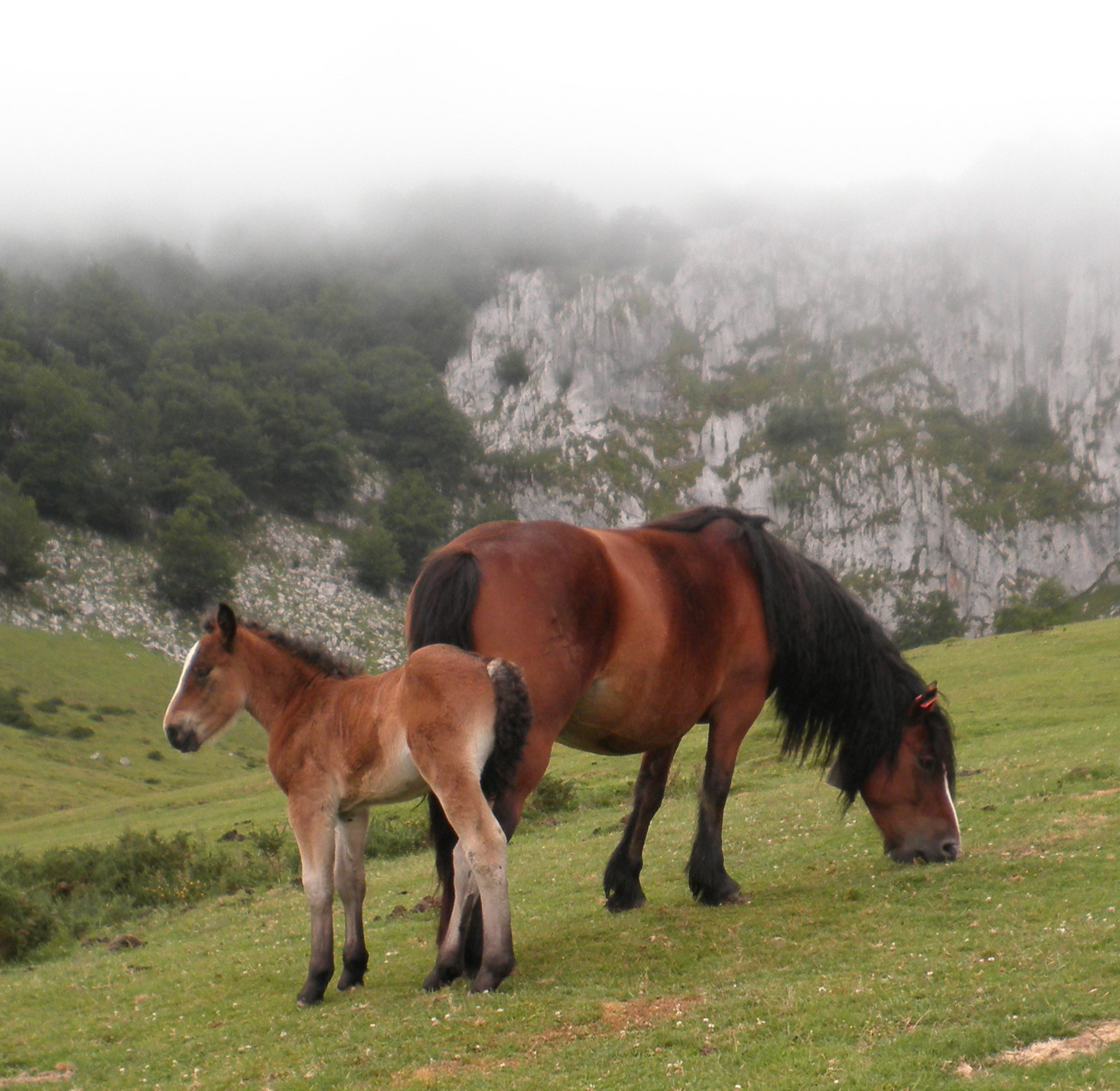
Chevaux des montagnes du Pays basque près du mont Gorbeia.

Le cheval des montagnes du Pays basque est considéré comme un patrimoine culturel local. Sa valorisation dans ce rôle répond au désir de la population basque de retrouver une identité collective avec des fêtes, des rituels et des traditions. La viande de poulain est vue comme un « produit de la terre basque ». La dénomination officielle de la race approuvée en 1999 a entraîné une perception de ce cheval comme symbole vivant de toutes les montagnes du Pays basque. La démarche visant à renforcer le lien entre l'animal, le territoire et le produit — la viande de poulain — est à la fois volontaire et encouragée par les producteurs et les autorités locales, dans le but d'« emblématiser » la viande. Elle a abouti à un statut d'éléments patrimoniaux essentiels, désormais largement reconnu. Ce statut fut simple à obtenir car le symbolisme du cheval dans cette région de montagne se marie bien à une telle perception. La Journée du cheval de montagne d'Alava est fêtée chaque année à Arluzea, le second dimanche du mois de septembre, mettant différents chevaux locaux (de race basque ou non) à l'honneur. Pour l'occasion, les chevaux des montagnes sont présentés au public, un concours de la race est organisé, et une dégustation de viande de poulain a lieu.
La commercialisation de la viande de poulain s'appuie sur une stratégie commerciale élaborée. Le langage est modernisé pour diminuer l'impact émotionnel créé par l'idée de consommer du cheval, en parlant à la place de « viande de poulain » (Carne de potro), l'impact émotionnel du mot « poulain » n'étant pas aussi fort que celui du mot « cheval ». Cela permet aussi de donner une image de « produit nouveau ». La communication insiste sur le fait que cette viande de poulain provient d'animaux jeunes et sains, élevés dans le but d'être consommés. Le discours médico-alimentaire met en avant les qualités nutritionnelles et de tendreté de la viande, ainsi que l'aspect local, gage de qualité (Zalmendi précise le lieu d'origine de l'animal et le nom de son éleveur). Cependant, la promotion de cette viande créé une controverse parmi la communauté basque, un nombre important d'habitants étant opposés à l'hippophagie, pour des raisons à la fois religieuses (les Papes ont longtemps interdit cette consommation) et sentimentales. Symboliquement, l'hippophagie équivaut, dans leur perception, à une forme de cannibalisme, en raison de la proximité étroite entre les chevaux et les habitants, et du statut de l'animal. Bon nombre d'habitants du Pays basque ne sont pas informés des motivations des éleveurs de chevaux (ou ne souhaitent pas l'être), et imaginent que le cheval des montagnes du Pays basque est élevé pour sa « beauté » ou pour des pratiques sportives.